# Persée tuant le dragon
Persée tuant le dragon est un tableau réalisé par le peintre franco-suisse Félix Vallotton en 1910. Cette huile sur toile représente Persée nu tuant un crocodile. Elle est conservée au musée d'Art et d'Histoire de Genève, à Genève.